# Fabian Kunze
Fabian Kunze (Bielefeld, 14 giugno 1998) è un calciatore tedesco, centrocampista dell'Hannover 96.

## Caratteristiche tecniche
È un centrocampista difensivo.

## Carriera
Cresciuto nel settore giovanile del Rödinghausen, dal 2015 al 2019 ha giocato in Fußball-Regionalliga collezionando oltre 92 presenze segnando 3 reti. Nel 2019 è stato acquistato dall'Arminia Bielefeld con cui ha giocato 15 presenze in 2. Bundesliga ottenendo la promozione al termine della stagione.

## Statistiche
Statistiche aggiornate al 7 novembre 2020.

### Presenze e reti nei club
| Stagione        | Squadra           | Campionato      | Campionato | Campionato | Coppe nazionali | Coppe nazionali | Coppe nazionali | Coppe continentali | Coppe continentali | Coppe continentali | Altre coppe | Altre coppe | Altre coppe | Totale | Totale | Totale |
| Stagione        | Squadra           | Comp            | Pres       | Reti       | Comp            | Pres            | Reti            | Comp               | Pres               | Reti               | Comp        | Pres        | Reti        | Pres   | Reti   |        |
| --------------- | ----------------- | --------------- | ---------- | ---------- | --------------- | --------------- | --------------- | ------------------ | ------------------ | ------------------ | ----------- | ----------- | ----------- | ------ | ------ | ------ |
| 2015-2016       | Rödinghausen      | RL              | 8          | 0          | CG              | 0               | 0               |                    | -                  | -                  |             | -           | -           | 8      | 0      |        |
| 2016-2017       | Rödinghausen      | RL              | 26         | 0          | CG              | 0               | 0               |                    | -                  | -                  |             | -           | -           | 26     | 0      |        |
| 2017-2018       | Rödinghausen      | RL              | 30         | 2          | CG              | 0               | 0               |                    | -                  | -                  |             | -           | -           | 30     | 2      |        |
| 2018-2019       | Rödinghausen      | RL              | 28         | 1          | CG              | 2               | 0               |                    | -                  | -                  |             | -           | -           | 30     | 1      |        |
| 2019-2020       | Arminia Bielefeld | 2.BL            | 15         | 0          | CG              | 1               | 0               |                    | -                  | -                  |             | -           | -           | 16     | 0      |        |
| 2020-2021       | Arminia Bielefeld | BL              | 4          | 0          | CG              | 0               | 0               |                    | -                  | -                  |             | -           | -           | 4      | 0      |        |
| Totale carriera | Totale carriera   | Totale carriera | 111        | 3          |                 | 3               | 0               |                    | -                  | -                  |             | -           | -           | 114    | 3      |        |

## Palmarès

### Club

#### Competizioni nazionali
- Campionato tedesco di seconda divisione: 1

Arminia Bielefeld: 2019-2020